# Bystus ulkei
Bystus ulkei är en skalbaggsart som först beskrevs av George Robert Crotch 1873.  Bystus ulkei ingår i släktet Bystus och familjen svampbaggar. Inga underarter finns listade i Catalogue of Life.